# Bahnhof Egira
Der Bahnhof Egira (jap. 江吉良駅, Egira-eki) ist ein Bahnhof auf der japanischen Insel Honshū. Er wird von der Bahngesellschaft Meitetsu (Nagoya Tetsudō) betrieben und befindet sich in der Präfektur Gifu auf dem Gebiet der Stadt Hashima südwestlich von Gifu.

## Verbindungen
Egira ist ein Zwischenbahnhof und ehemaliger Trennungsbahnhof am Übergang zwischen der Meitetsu Takehana-Linie und der Meitetsu Hashima-Linie, die beide von der Bahngesellschaft Meitetsu betrieben werden. Sämtliche hier verkehrenden Züge werden von der einen zur anderen Linie durchgebunden, so dass kein Umsteigen erforderlich ist. Den ganzen Tag über fahren Nahverkehrszüge mit Halt an allen Bahnhöfen im Viertelstundentakt vom Bahnhof Kasamatsu über Egira nach Shin-Hashima, wo Anschluss an Shinkansen-Züge im benachbarten Bahnhof Gifu-Hashima besteht. Einzelne Züge am frühen Morgen und am späten Abend werden in Kasamatsu zur Meitetsu Nagoya-Hauptlinie durchgebunden und fahren ab oder bis Meitetsu Gifu. Buslinien halten hier keine.

## Anlage
Der Bahnhof steht im Zentrum des Stadtteils Egirachō, der von ausgedehnten Wohnvierteln geprägt ist; etwa 200 Meter östlich befindet sich eine Baumwollspinnerei. Die ebenerdige Anlage ist von Norden nach Süden ausgerichtet und umfasst ein einzelnes Gleis an einem Seitenbahnsteig; es handelt sich also im Prinzip um einen Haltepunkt. Das nicht mit Personal besetzte Empfangsgebäude steht an der Westseite der Anlage, die an beiden Enden von höhengleichen Bahnübergängen (eine davon nur für Fußgänger) begrenzt ist. Die Hashima-Linie biegt nach Westen ab, während die Takehana-Linie bis 2001 weiter südwärts nach Ōsu führte. Die Trasse des stillgelegten Abschnitts ist weiterhin gut erkennbar.
Im Fiskaljahr 2019 nutzten durchschnittlich 1457 Fahrgäste täglich den Bahnhof.

## Bilder

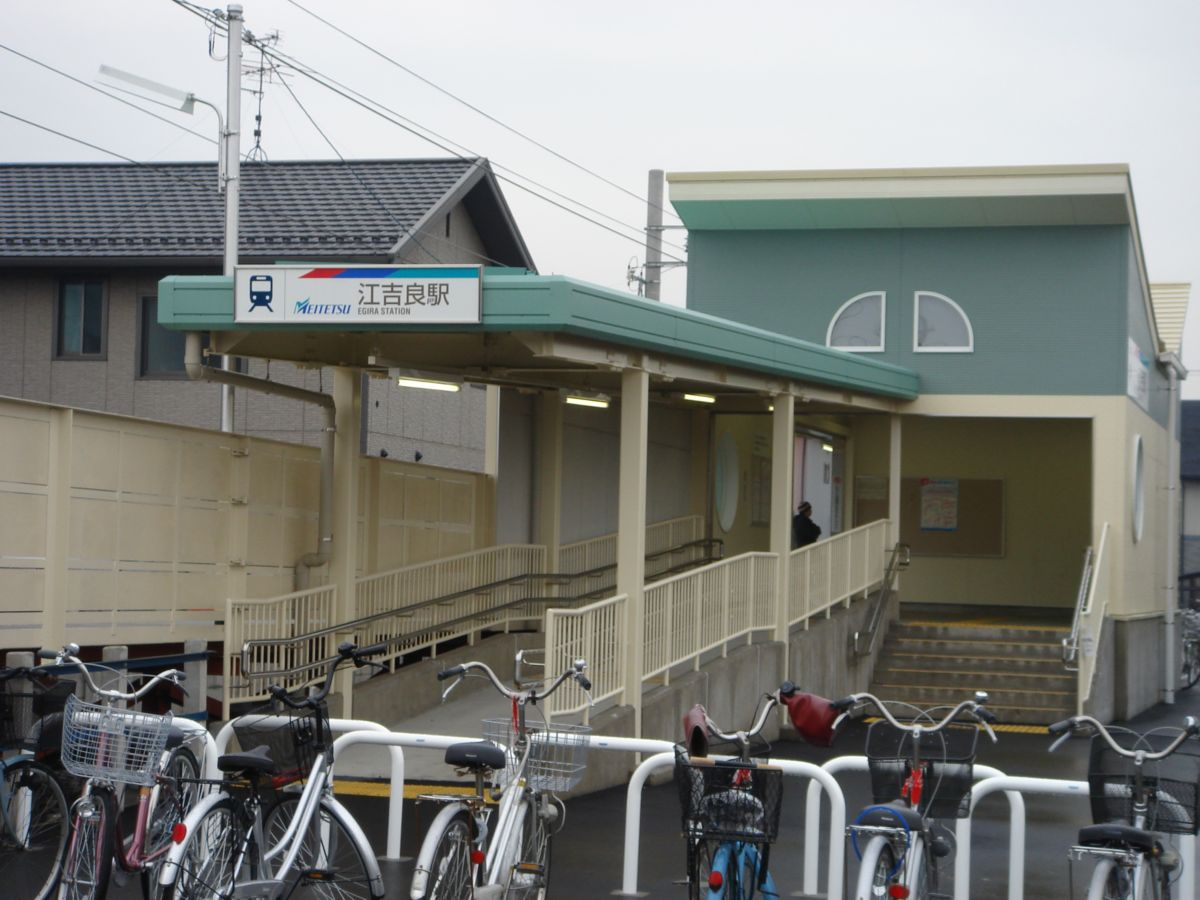
Eingangsbereich
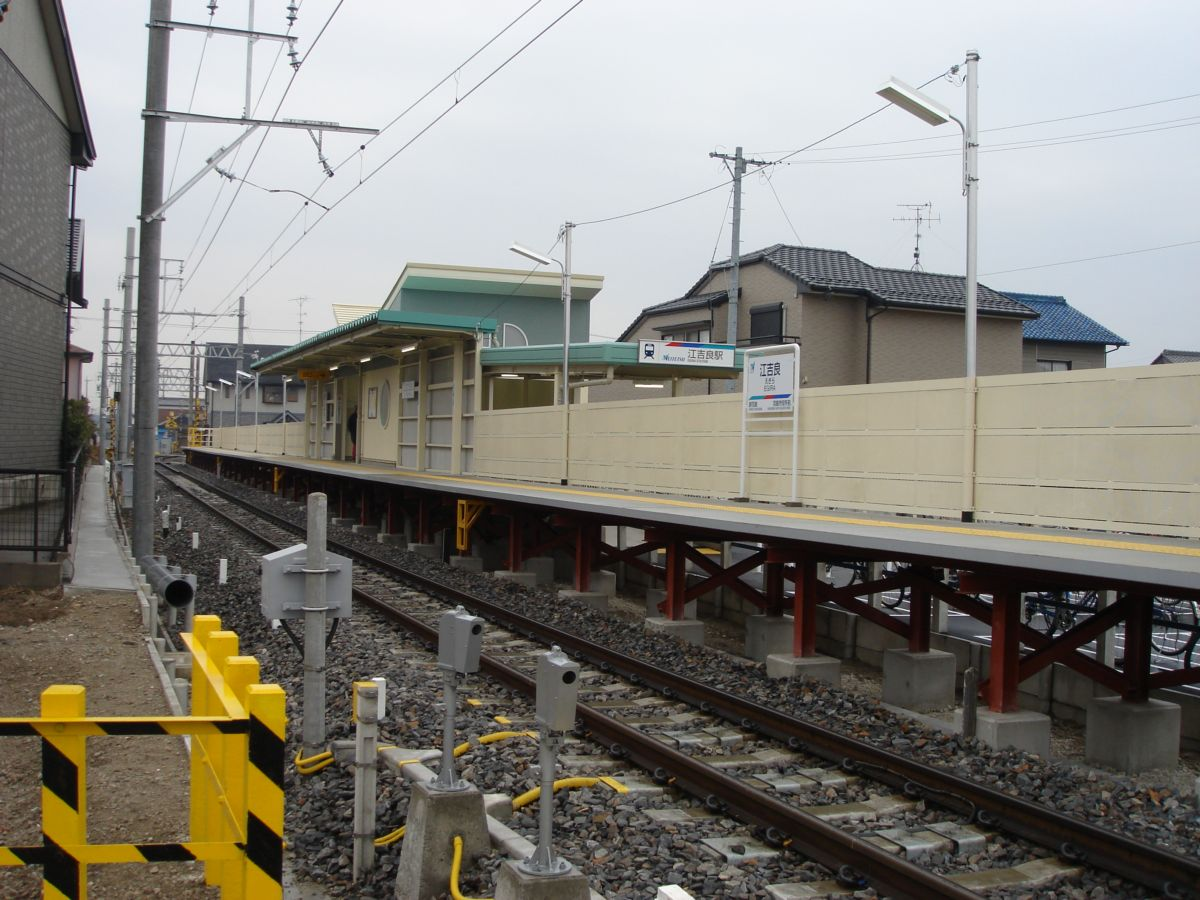
Bahnsteig
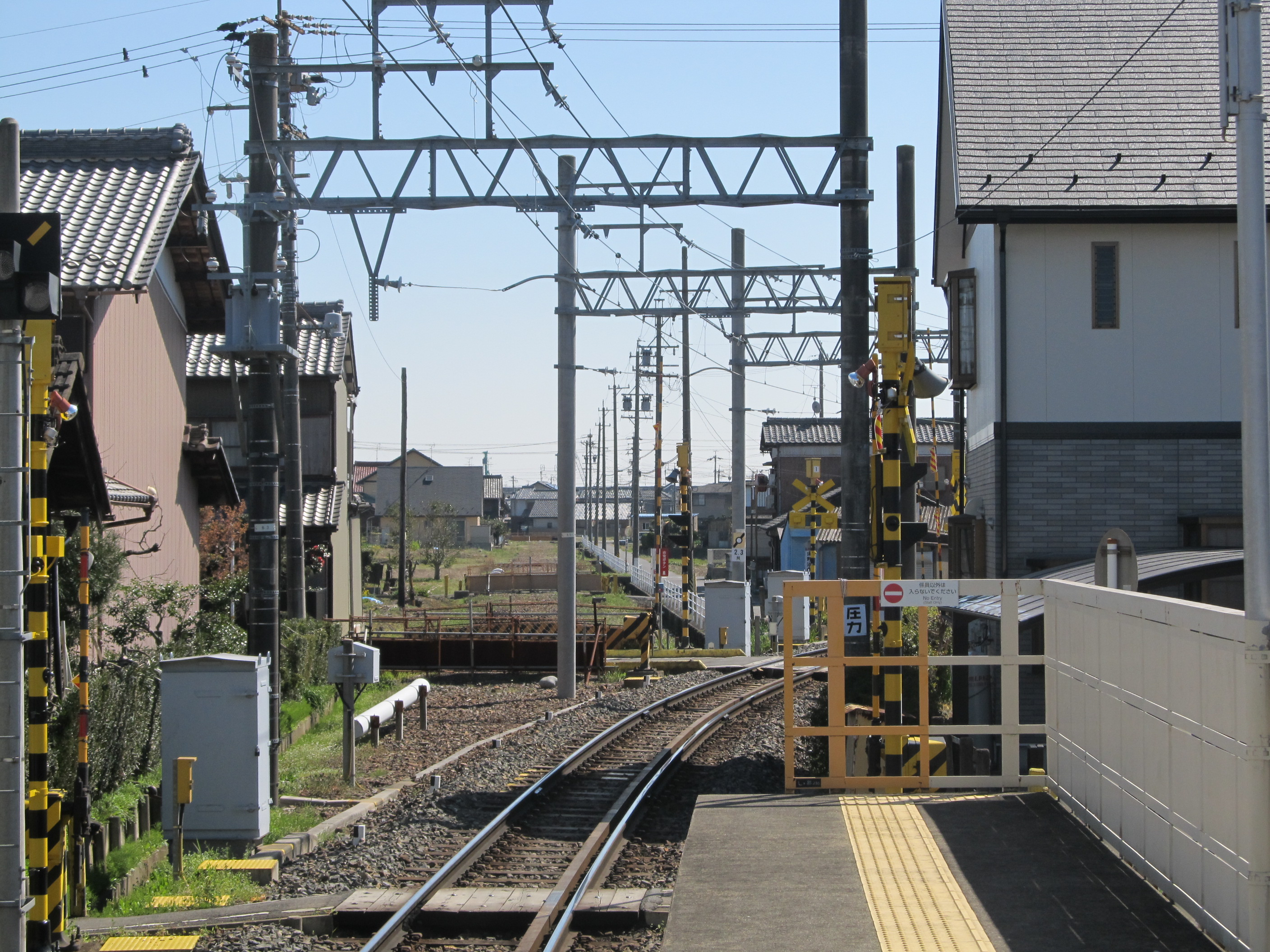
Übergang zur Hashima-Linie und frühere Trasse nach Ōsu
Gleisplan (grau: stillgelegter Abschnitt)
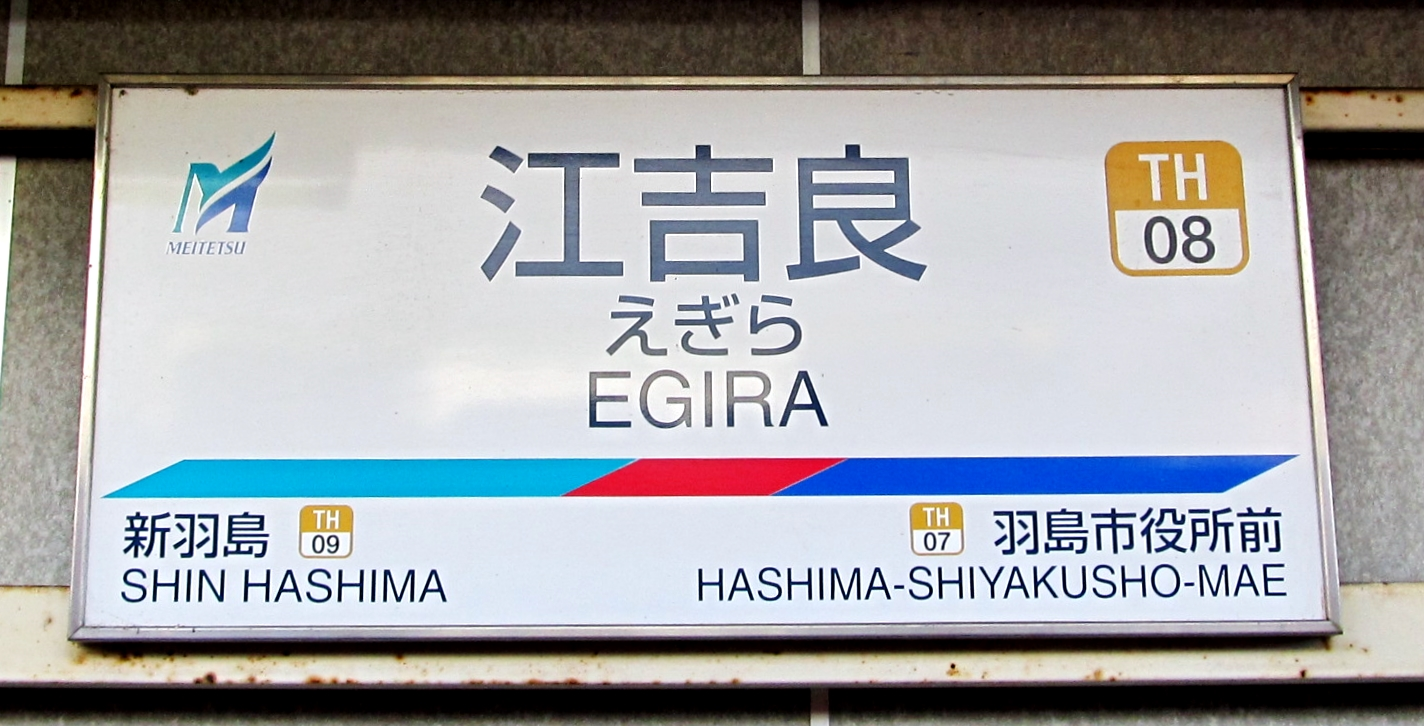
Bahnhofsschild

## Linien
| Verlauf der Meitetsu Takehana-Linie / Meitetsu Hashima-Linie                                                                        |
| --- |
| Kasamatsu • Nishi-Kasamatsu • Yanaizu • Minami-Juku • Suka • Fuwa-Ishiki • Takehana • Hashima-Shiyakusho-mae • Egira • Shin-Hashima |

## Geschichte
Die Bahngesellschaft Takehana Tetsudō eröffnete den Bahnhof am 1. April 1929, zusammen mit dem Abschnitt von Takehana nach Ōsu. 1930 ging er an die durch Fusion entstandene Meigi Tetsudō über, fünf Jahre später an die Meitetsu. Während des Pazifikkriegs sah sich die Meitetsu im Jahr 1944 dazu gezwungen, aus Rationalisierungsgründen elf Bahnhöfe und Haltepunkte an der Takehana-Linie aufzuheben, darunter auch Egira. Von diesen wurde drei Jahre später nahm die Meitetsu nur Nagama wieder in Betrieb. Neun weitere wurden 1969 endgültig stillgelegt und später abgerissen. Obwohl Egira weiterhin geschlossen blieb, entging es dieser Maßnahme. Die Meitetsu plante nämlich eine neue Strecke zur Erschließung des nahe gelegenen Shinkansen-Bahnhofs, die hier von der Takehana-Linie abzweigen sollte. Verschiedene Probleme rechtlicher und planerischer Art führten dazu, dass der Bauarbeiten an der Meitetsu Hashima-Linie immer wieder hinausgezögert werden mussten und erst 1978 begannen.
Schließlich ging die neue Strecke zum Bahnhof Shin-Hashima am 11. Dezember 1982 in Betrieb und Egira wurde am selben Tag nach 44 Jahren Unterbrechung wiedereröffnet. Die abzweigende Hashima-Linie erwies sich mit der Zeit als deutlich umsatzstärker als der 6,7 km lange Abschnitt Egira–Ōsu der Takehana-Linie. Aus wirtschaftlichen Gründen entschloss sich die Meitetsu dazu, ihn am 1. Oktober 2001 stillzulegen und durch eine Buslinie zu ersetzen. 2005 wurden die Anlagen in Egira erneuert.